# José Félix Aramburú Salinas
José Félix Aramburú Salinas, (Chorrillos, 29 de julio de 1892-Lima, 22 de julio de 1982) fue un abogado, diplomático y político peruano. Fue ministro de Justicia y Culto en 1939, y accidentalmente encargado del Ministerio de Relaciones Exteriores.

## Biografía
Fue hijo del destacado periodista Andrés Avelino Aramburú Sarrio y de Agripina Salinas y Cossío (hija del entonces ya fallecido alcalde de Lima Antonio Salinas y Castañeda). Hermano de Andrés Avelino Aramburú Salinas, periodista.
Estudió en el Colegio Sagrados Corazones Recoleta. Ingresó a la Universidad Mayor de San Marcos. Se graduó de bachiller (1913) y doctor en Jurisprudencia (1915). Luego se recibió como abogado y se consagró al ejercicio de su profesión.
Fue catedrático de Derecho Romano y Derecho Internacional Privado en la Pontificia Universidad Católica del Perú, en la cual fue también decano de la Facultad de Ciencias Económicas y Políticas (1934-1939).
Casado el 2 de junio de 1920 en la Iglesia de San José de Surco, Lima  con Hortensia Álvarez Calderón Astete, hija de Ezequiel Álvarez Calderón Chinarro y de Mercedes Astete Guerrero.[cita requerida]
En las postrimerías del segundo gobierno del general Óscar R. Benavides fue ministro de Justicia y Culto (de 20 de abril a 8 de diciembre de 1939). Inauguró el Palacio de Justicia y accidentalmente estuvo al frente de la Cancillería (de 13 de septiembre a 5 de octubre de 1939), por ausencia de su titular, Enrique Goytisolo Bolognesi.
Bajo el Ochenio del general Manuel A. Odría, fue nombrado prefecto de Arequipa, tras la rebelión de 1950. Desempeñó su cargo con tacto y prudencia, al punto que fue calificado de «pacificador».
Luego fue sucesivamente embajador ante la Santa Sede, Italia y Colombia. Cesó su carrera diplomática en 1956 y reanudó el ejercicio de su profesión de abogado.